# 오석초등학교
오석초등학교는 충청북도 충주시에 있는 공립 초등학교이다.

## 학교 연혁
- 1953.04.01 오석국민학교 개교
- 1977.03.02.자활급식학교 급식 실시
- 1982.03.01.병설유치원 개원
- 1990.07.31.공군비행장의 신설로 학교 이전(오석리 → 유송리)
- 1996.03.05.오석초등학교로 교명 개명
- 2008.09.01.방과후보육교실 설치
- 2009.03.01.영어전용교실 설치

## 참고 자료
- 오석초등학교 - 한국교육학술정보원 학교알리미